# Ikenga
Ikenga je bog zaščitnik pri Ibojih v Nigeriji.
Ikenga zna voditi dlani in roke ljudi. Kot bog je upodobljen z dvema dvojnima rogovoma na glavi, mečem in človeško glavo v rokah.